# Mosquera (ort i Nariño, lat 2,51, long -78,45)
Mosquera är en ort i Colombia.   Den ligger i departementet Nariño, i den västra delen av landet, 500 km väster om huvudstaden Bogotá. Mosquera ligger 7 meter över havet och antalet invånare är 3 471.
Terrängen runt Mosquera är mycket platt. Runt Mosquera är det ganska glesbefolkat, med 22 invånare per kvadratkilometer. Det finns inga andra samhällen i närheten. I omgivningarna runt Mosquera växer i huvudsak städsegrön lövskog.